# Граля
Гра̀ля (на италиански: Graglia; на пиемонтски: Graja, Грая) е село и община в Северна Италия, провинция Биела, регион Пиемонт. Разположено е на 596 m надморска височина. Населението на общината е 1606 души (към 2010 г.).